# The Other Woman (Lost)
"The Other Woman" er sjette afsnit af fjerde sæson i den amerikanske tv-serie Lost og hele seriens 75. afsnit. Afsnittet blev første gang sendt 6. marts 2008 på American Broadcasting Company i USA og Canada. Manuskriptet for udformet af Drew Goddard og Christina M. Kim, mens Eric Laneuville har fungeret som instruktør. Det centrerer sig om Juliet.

## Plot

### På øen
Jack spørger Juliet hvor Faraday og Charlotte er, og de er af Jin set gå ind i junglen. De starter en eftersøgning, og i den silende regn kommer Juliet i kontakt med Harper – en Other. Harper forklarer Juliet, dels at Ben er nøjagtigt hvor han vil være, og at Faraday og Charlotte er på vej mod The Tempest – en Dharma Initiative-station brugt til at kontrollere kemiske processer. Hun tilføjer at Juliet bliver nødt til at dræbe de to, hvis ikke alle på øen skal dø. Faraday og Charlotte krydser vej med Kate, der forekommer suspekt overfor de to, og det er tilstrækkelig motivation for Charlotte til at hun slår Kate ned bagfra. Kate findes senere på dagen af Jack og Juliet, og mens Jack hjælper Kate op, fortsætter Juliet sin personlige færd mod The Tempest. På stationen er Faraday og Charlotte i fuld gang med deres operation, men den viser sig ikke at være så ondsindet som beskrevet af Harper. Tværtimod, er de ved at sikre stationen, så den ikke kan gøre lignende skade. Efter episoden bekendtgører Juliet sine følelser overfor Jack, og siger hun håber han er langt væk når Ben vinder krigen, fordi han opfatter hende som sin egen. Jack lader sig ikke intimidere og besvarer Juliet med et kys.
I Lockes lejr ved The Barracks kommer Claire med et ønske om at se Miles, men traditionen tro er det ikke noget han accepterer. Senere, bringer Locke friskt kaninkød til Ben i kælderen, og de indgår en aftale om at Ben kan gå frit rundt ved barakkerne, hvis han giver svar til Locke. I stuen finder Locke et VHS-bånd i Bens pengeskab, og filmen viser Charles Widmore der banker en af Bens folk. Ben forklarer at Charles er deres fælles fjende, fordi Hr. Widmore ønsker at finde øen og angiveligt tjene penge på dens attraktionsværdi. Ben fortæller også hvem hans kontakt er på båden er, og ses senere gå rundt i landsbyen med lagnener. Hurley og Sawyer spiller kaster hestesko, og Ben provokerer dem med en kommentar om at de ses til middag.

### Flashback
Kun en uge efter sin ankomst på øen får Juliet terapi af Goodwins kone, Harper. Harper skal løbende holde øje med Juliet og udspørger hende under deres sessioner om hendes tilværelse på øen og forhold til andre mennesker. En dag på laboratoriet stifter hun bekendtskab med Goodwin, og de to starter en seksuel affære, som Harper senere opdager. Ved den efterfølgende session konfronteres Juliet af Harper, og Harper fortæller at det mest af alt er af hensyn til Bens reaktion på deres forhold, at Juliet bør bakke ud. Ben, der af alle anses som forselsket i Juliet, opdager forholdet mellem Goodwin og Juliet, og sender Goodwin ud til halesektionen hvor han Ben angiveligt vidste at Goodwin ville blive dræbt. Ben inviterer Juliet til middag, og som beskrevet af andre i The Barracks er Ben "på den lyderøde sky." Konversen drejer hen på Goodwin og Ben lover hans mission snart vil være overstået. Ikke lang tid efter, viser Ben dog personligt hende liget af Goodwin. Juliet beskylder ham for at have planlagt Goodwins død, og Ben begrunder planen med: "Fordi du er min!"

## Trivia
- Igen, er der reference til Boston Red Sox. Denne gang står der "Red Sox," på et VHS-bånd i Bens pengeskab.
- Ben spørger Locke om den kanin han blev severet havde et nummer på sig. I "Every Man for Himself" har den kanin der bruges i svindelnummeret mod Sawyer "8" skrevet på ryggen.
- Alarmen på The Tempest er den samme som under "lockdown" på The Swan.
- Det er tredje gang man ser styrtet af Oceanic Flight 815 fra The Others' synspunkt[2][3].

## Fodnoter
1. ↑  Seeren får ikke kendskab til denne oplysning, i dette afsnit.
2. ↑  Lost: 
"A Tale of Two Cities" (Sæson 3, afsnit 1). Manuskript af J.J. Abrams & Damon Lindelof.  Broadcasted første gang på American Broadcasting Company den TBA.
3. ↑  Lost: 
"One of Us" (Sæson 3, afsnit 16). Manuskript af Carlton Cuse & Drew Goddard.  Broadcasted første gang på American Broadcasting Company den TBA.